# Uromyces eragrostidis
Uromyces eragrostidis är en svampart som beskrevs av Tracy 1893. Uromyces eragrostidis ingår i släktet Uromyces och familjen Pucciniaceae.   Inga underarter finns listade i Catalogue of Life.